# Эльбинген
Эльбинген (нем. Elbingen) — община в Германии, в земле Рейнланд-Пфальц. 
Входит в состав района Вестервальд. Подчиняется управлению Вальмерод.  Население составляет 301 человек (на 31 декабря 2010 года). Занимает площадь 2,30 км².